# アレクサンドル・マトゥロン
アレクサンドル・マトゥロン（Alexandre Matheron, 1926年7月27日 -2020年1月7日）は、フランスの哲学者。専門はスピノザと近代政治哲学史。

## 略歴
弟は地球統計学の創始者であるジョルジュ・マトゥロン（fr:Georges Matheron 1930年-2000年）。
1949年にスピノザにおける政治についての研究で学位を取得し、1956年にアグレガシオンに合格。1957年、アルジェ大学で教えるため、熱心な活動家だったが共産党を離党した。アルジェリアに滞在中に、スピノザについての博士論文を書くことを決意した。1963年にパリに戻り、フランス国立科学研究センターに入学、マルシャル・ゲルーの指導のもと、5年後の1968年に博士論文を完成させた。
レイモン・ポラン（fr:Raymond Polin）が主査を務めたこの博士論文は、1969年に『Individu et communaut:fr:é chez Spinoza』というタイトルで、ピエール・ブルデューが監修する叢書の一冊として深夜叢書（ミニュイ社）から出版された。1971年には、アンリ・グイエ（fr:Henri Gouhier）のサポートにより、同書の補論である『Le Christ et le salut des Ignorants chez Spinoza』をマルシャル・ゲルーの監修する叢書の一冊としてエディション・オービエ＝モンターニュから上梓した。
その後、ナンテール大学の准教授に就任し、後にリヨン第二大学の教授になった。

## 著作
- Individu et communauté chez Spinoza, Paris, Éditions de Minuit, 1969, réédité en 1988 avec un avertissement de l'auteur.
- Le Christ et le salut des Ignorants chez Spinoza, Paris, Éditions Aubier-Montaigne, 1971.
- Anthropologie et politique au XVIIe siècle. Études sur Spinoza, Paris, Éditions J. Vrin, coll. Reprises, 1985 ; 
  - Recueil repris et augmenté de nombreuses études sous le titre : Études sur Spinoza et les philosophies à l'âge classique, Lyon, ENS Éditions, 2011.